# Moon Hyung-in
Moon Hyung-in est un chercheur en biologie médicale, membre du département de biotechnologie médicale et professeur à l'université Dong-A à Busan en Corée du Sud, auteur de critiques frauduleuses de ses propres publications.

## Éléments biographiques
Moon Hyung-in a obtenu son doctorat au département de pharmacie de l'université Sungkyunkwan en 2001. En 2012, il est accusé d'avoir publié un certain nombre d'articles dans des journaux scientifiques à comité de lecture en en rédigeant lui-même les critiques. Il soumettait ses manuscrits à des journaux qui acceptent les experts suggérés par l'auteur ; il utilisait de faux noms et des adresses mail qu'il contrôlait pour proposer des critiques. Un éditeur a découvert le pot aux roses après avoir reçu un compte-rendu 24 heures après avoir envoyé l'article à l'« expert ». Moon Hyung-in aurait aussi reconnu falsifier les données dans ses articles,.

## Liste des publications retirées
- Pharmaceutical Biology[4], 2011, 49,2, p. 190–193 ;
- Journal of Enzyme Inhibition and Medicinal Chemistry[5], 2012, doi: 10.3109/14756366.2011.641014, publication électronique ; 2012, doi: 10.3109/14756366.2011.615746, publication électronique ; 2010, 25,5, p. 608-614 ; 2010, 25,3, p. 391-393[6] ;
- International Journal of Food Sciences and Nutrition[7], 2012, 63,5, p. 537–547, doi: 10.3109/09637486.2011.607801 ; 2011, 62,2, p. 102–105, doi: 10.3109/09637486.2010.513682 ; 2011, 62,3, p. 215–218, doi: 10.3109/09637486.2010.503187 ;
- The Journal of Ethnopharmacology[8], 2005, 97,3,21, p. 567–571, doi: 10.1016/j.jep.2005.01.006 ;
- FEBS Letters[9], 2006, 580,3, p. 769–774, doi: 10.1016/j.febslet.2005.12.094 ;
- Phytotherapy Research[10],[11] ; 2006, 20,8, p. 714-716, doi 10.1002/ptr.1941 ; 2005, 19,3, p. 239–242, doi 10.1002/ptr.1682.

Vingt autres articles, tous publiés dans Immunopharmacology and Immunotoxicology, ont également été retirés, avec les excuses de l'éditeur qui assure que toutes les mesures ont été prises afin que ce problème ne puisse pas se reproduire. Au total, ce sont 35 publications qui ont été retirées.